# Senovica
Senovica – wieś w Słowenii, w gminie Šmarje pri Jelšah. W 2018 roku liczyła 144 mieszkańców.